# Oncobrya
Oncobrya is een geslacht van springstaarten binnen de familie Oncobryidae en telt 1 beschreven soort.

## Taxonomie
- Oncobrya decepta - Christiansen, KA & Pike, E, 2002/small>